# ريبيا
ريبيا؛ هي بلدية (بلدية) في مقاطعة فروزينوني في منطقة لاتسيو الإيطالية، وتقع على بعد حوالي 80 كلم ٥٠ميل جنوب شرق روما وحوالي ٧كلم ٤ميل شرق فروزينوني.
تقع ريبي على حدود البلديات التالية: أرنارا وبوفيل أرنكيا وسيبرنوا وبوفي وسترانجو لاجالي وتوريس وفيرولي .

## روابط خارجية
- الموقع الرسمي